# Albuca subspicata
Albuca subspicata är en sparrisväxtart som beskrevs av John Gilbert Baker. Albuca subspicata ingår i släktet Albuca och familjen sparrisväxter.
Artens utbredningsområde är Angola. Inga underarter finns listade i Catalogue of Life.